# ليلة الطائرات الشراعية
ليلة الطائرات الشراعية أو عملية قبية هي هجوم قام به أربع شبان عرب بواسطة طائراتهم الشراعية على معكسر غيبور القريب من منطقة بيت هلال وذلك بتاريخ 25 نوفمبر 1987، وقد أسفر هذا الهجوم عن مقتل 6 جنود من إسرائيل وإصابة 8 آخرون، كما أسفر عن اعتقال لأحد المنفذين الأربع (تم إعدامه فيما بعد) بينما تم قتل آخر وقد نجا اثنين منهم لعدم مشاركتهما في العملية بسبب مشاكل تقنية منعت طائراتهما من التحليق.

## الهجوم
في الخامس والعشرين من نوفمبر عام 1987، وقف أربع طيارين إلى جوار طائراتهم الشراعية فوق أحد تلال وادي البقاع اللبناني وهما فلسطينيان (لا يزال اسميهما غير معروفين) ثم تونسي يُدعى «ميلود بن نجاح»(1)، ومقاتل سوري رابع يحمل اسم «خالد محمد أكر»(2). وقد كان الأربعة يُدركون تمام الإدراك أنهم مقدمون على رحلة بلا عودة، حيث أن نقطة الوصول التي ستهبط فيها الطائرات الشراعية لن تجعلها تُقلع مرة أخرى.
في الساعة الثامنة والنصف مساء أدى الطيارون التحية العسكرية لقادتهم في الجبهة الشعبية لتحرير فلسطين - القيادة العامة قبل أن يحلقوا مقلعين بطائراتهم الخفيفة، لكن ونتيجة لصعوبات ميكانيكية فإن طائرتين اضطرتا للهبوط داخل الحدود اللبنانية، بينما تحطمت الطائرة الشراعية التي كان يقودها التونسي «ميلود» في المنطقة العازلة التي تسيطر عليها قوات جيش لبنان الجنوبي؛ أما خالد (الطيار السوري) فقد استطاع السيطرة بإحكام على طائرته وحافظ على تحليقه فوق منطقة الأحراش ليتفادى الرادارات الصهيونية ونقاط مراقباتهم؛ ونتيجة لحجم الطائرة الصغير وتحليقها الصامت ثم براعة الطيار فقد استطاع خالد أن يصل إلى منطقة الهدف الذي تجلى بوضوح في «معسكر غيبور» قرب منطقة «بيت هيلال» والذي كان يضم صفوة من القوات الخاصة الصهيونية.
هبط الطيار السوري في هدوء، حاملا معه مدفع الكلاشنكوف بيمناه ومسدسا كاتم للصوت في يسراه، ثم تحرك نحو بوابة المعسكر، لتفاجئ الجنود الإسرائيليون كونهم واجهوا مقاتلا منفردا وحده، وقبل أن يُستشهد الطيار السوري «خالد محمد أكر» -بعد أن تمزق جسده بفعل رصاصات الصهاينة- كان قد تمكن من قتل 6 جنود إسرائيليين وإصابة 8 آخرين بجروح متفاوتة الخطر. هذا وتجدر الإشارة إلى أنه بعد اتصالات عاجلة بين نقاط المراقبة الصهيونية قامت دوريات الاحتلال بمسح للحدود، كما قامت بمسح شامل آخر في مناطق مجاورة بمساعدة جيش لبنان الجنوبي لتعثر على طائرة «ميلود» المحطمة؛ كما تمكنت من العثور عليه مختبئا على مقربة من مكان تحطم الطائرة الشراعية بعد أن التوى كاحله جراء هبوطه العنيف.

## الهوامش
- 1: ميلود بن ناجح نومة تونسي من مواليد عام 1 نوفمبر 1955 بسيدي مخلوف بولاية مدنين، جنوبي تونس.[7]
- 2: خالد محمد أكر: سوري ولد عام 1967 في مدينة حلب بسوريا.[8]